# Topologische Invariante
Eine topologische Invariante bzw. topologische Eigenschaft ist im mathematischen Teilgebiet der Topologie eine gemeinsame Eigenschaft topologischer Räume, die zueinander homöomorph sind.
Da Homöomorphismen in der Topologie ausgezeichnete Äquivalenzrelationen sind, können Räume mittels topologischer Invarianten unterschieden werden: um zu beweisen, dass zwei topologische Räume nicht homöomorph sind, ist es hinreichend, eine topologische Invariante zu finden, die für beide Räume verschieden ist. Beispielsweise sind Räume mit einer unterschiedlichen Anzahl von offenen Mengen topologisch verschieden.

## Topologische Invarianten
- Anzahl der Zusammenhangs-Komponenten
- Isomorphie-Klasse der Fundamentalgruppe
- Euler-Charakteristik
- Geschlecht einer Fläche
- Bettizahlen eines topologischen Raumes